# Wyspy Oki
Wyspy Oki (jap. 隠岐諸島 lub 隠岐群島 Oki-shotō, Oki-guntō) – archipelag składający się z kilkudziesięciu wysp, wysepek i skał, należący do Japonii, znajdujący się w południowo–zachodniej części Morza Japońskiego, ok. 60 km na północ od półwyspu Shimane na Honsiu (Honshū). Wyspy należą administracyjnie do prefektury Shimane.

## Środowisko geograficzne

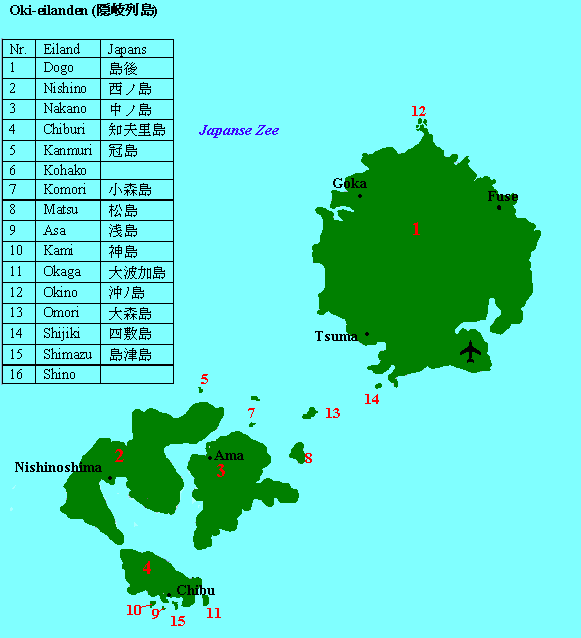
Wyspy Oki

Archipelag, którego całkowity obszar wynosi 346,1 km² składa się z 16 wysp pochodzenia wulkanicznego, a największą z nich jest Dōgo (島後). Tam też znajduje się najwyższe wzniesienie, góra Daimanji o wysokości 608 m n.p.m. (Daimanji-san).
Największe, a przy tym zamieszkane wyspy to:
- Dōgo (島後), główna wyspa, o powierzchni 243 km², położona na północny wschód względem pozostałej części archipelagu o łącznej nazwie wysp Dōzen (島前), w skład których wchodzą m.in. (największe):
- Chiburi-jima (知夫里島), 14 km²;
- Naka-no-shima (中ノ島), 33 km²;
- Nishi-no-shima (西ノ島), 56 km²[1]

Populacja wysp Oki to ok. 20 000 osób, a sieć osadnicza składa się z 4 jednostek administracyjnych:
- Okinoshima-chō (隠岐の島町), niewielka miejscowość, która obejmuje całą wyspę Dōgo oraz położone blisko niej wysepki: Okina-shima, Obana-shima, Tsuname-shima, Shijiki-jima i Ombe-shima. Miejscowość skupia większość mieszkańców wysp Oki, tj. 15 000 osób;
- Chibu-mura (知夫村), wieś licząca 600 mieszkańców, obejmuje swymi granicami całą Chiburi-jimę oraz przyległe wysepki: Okaga-shima, Shimazu-shima, Asa-jima i Kami-shima;
- Ama-chō (海士町), zamieszkana przez 2300 osób niewielka miejscowość w całości zajmuje Naka-no-shimę oraz m.in. leżące nieopodal wysepki: Omori-jima, Matsu-shima;
- Nishinoshima-chō (西ノ島町), zamieszkana przez 2900 osób niewielka miejscowość obejmująca oprócz Nishi-no-shimy również m.in. wysepki: Hoshikami-jima, Futamata-jima oraz Okazuro-shima[2].

Części terytorium archipelagu wchodzą w skład Parku Narodowego Daisen-Oki. Cztery główne zamieszkane wyspy oraz ok. 180 niezamieszkanych wysepek wchodzi w skład Światowego Geoparku UNESCO Wysp Oki.
Komunikację lotniczą zapewnia lotnisko położone w południowo-wschodniej części Dōgo i które obsługuje połączenia z Osaką oraz Izumo w prefekturze Shimane.
Połączenia z Honsiu zapewniają również regularnie kursujące promy do takich portów, jak: Sakaiminato i Shichirui.

## Historia
Nieznana jest dokładna data odkrycia wysp, aczkolwiek są one wspomniane w dziełach literatury japońskiej pochodzących z VIII wieku tj. Kojiki oraz Nihon-shoki.
Jeszcze przed nastaniem okresu Nara (VIII w.) wyspy stanowiły miejsce politycznego zesłania. W 1198 roku cesarz Go-Toba został zesłany na Dōgo, gdzie pozostał, aż do swojej śmierci w 1239 roku. Natomiast w latach 1331–1333 Nishi-no-shima była miejscem zesłania cesarza Go-Daigo.
W okresie Kamakura (1185–1333) wyspy należały do ówczesnej prowincji Izumo (dzisiejsza wschodnia część prefektury Shimane). W kolejnych wiekach przechodziły w ręce różnych klanów, aż do zjednoczenia Japonii przez siogunów Tokugawa na początku XVII wieku, którzy powierzyli kontrolę nad wyspami klanowi Matsudaira z Matsue.
W okresie Edo (1603–1868) wyspy Oki stanowiły morski przystanek dla statków udających się w kierunku Azji oraz płynących szlakiem towarowym, biegnącym pomiędzy Osaką i Hokkaido. Te niewielkie statki handlowe nazywały się kita-mae-bune i w latach od 1608 do ok. 1897 przewoziły ładunki przez Morze Wewnętrzne (Seto-naikai), cieśninę Shimonoseki (inaczej Kanmon) i następnie kierowały się wzdłuż wybrzeży archipelagu japońskiego na północ przez Morze Japońskie. Porty na wyspach (także na wyspie Sado) były wykorzystywane do uzupełniania dostaw i oczekiwania na właściwe wiatry.
Okres Meiji to czas modernizacji i reform, w tym administracyjnej, w wyniku której wyspy w 1871 roku stały się częścią prefektury Tottori, aby następnie w 1881 roku zostać przyłączone do prefektury Shimane.

## Galeria

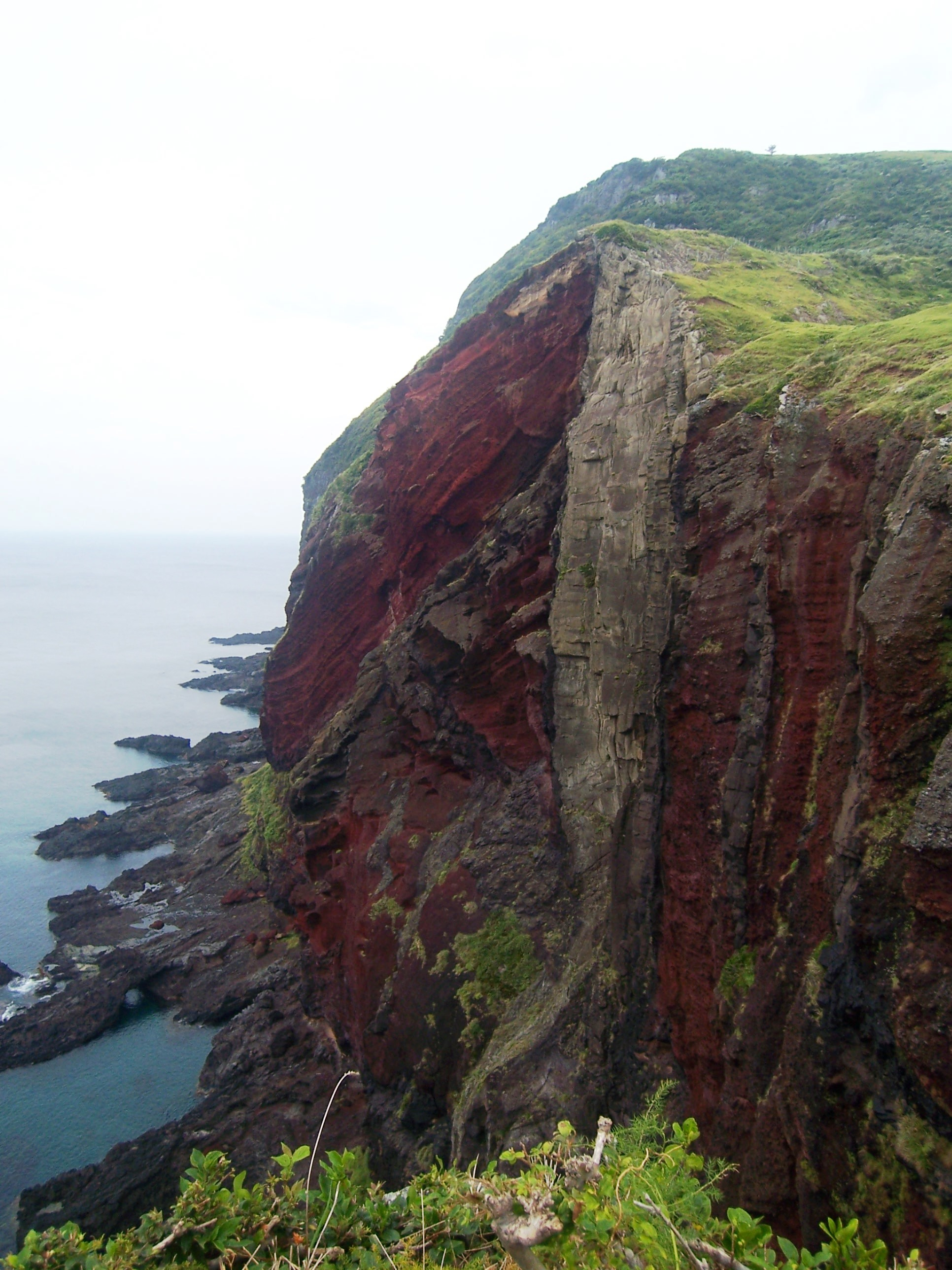
Chiburi-jima, Sekiheki („Czerwony Klif”)
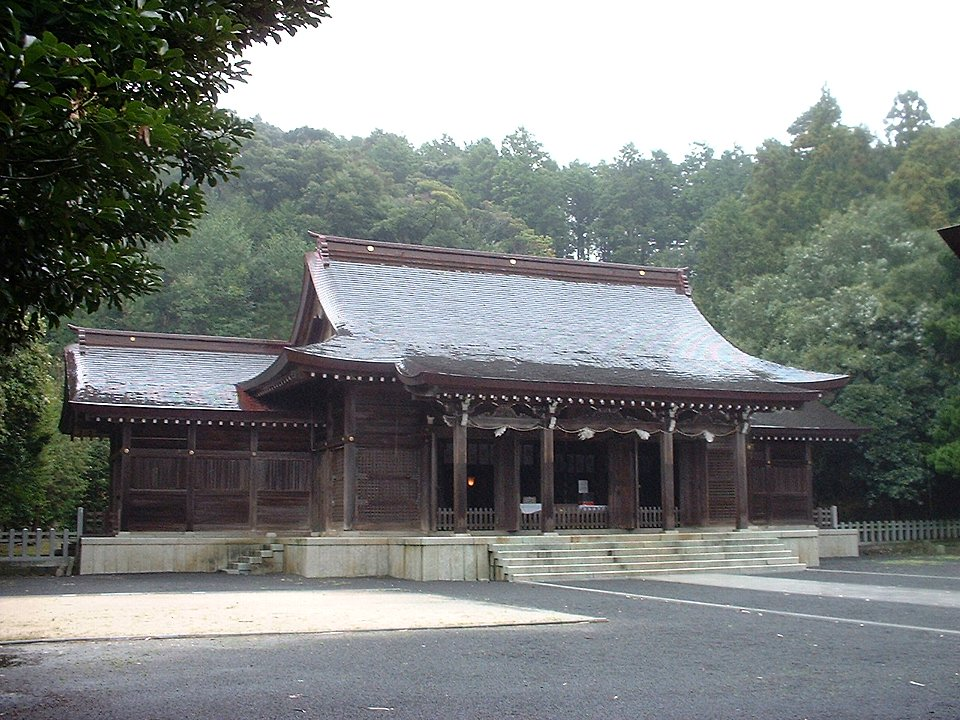
Naka-no-shima, chram shintō Oki w Ama
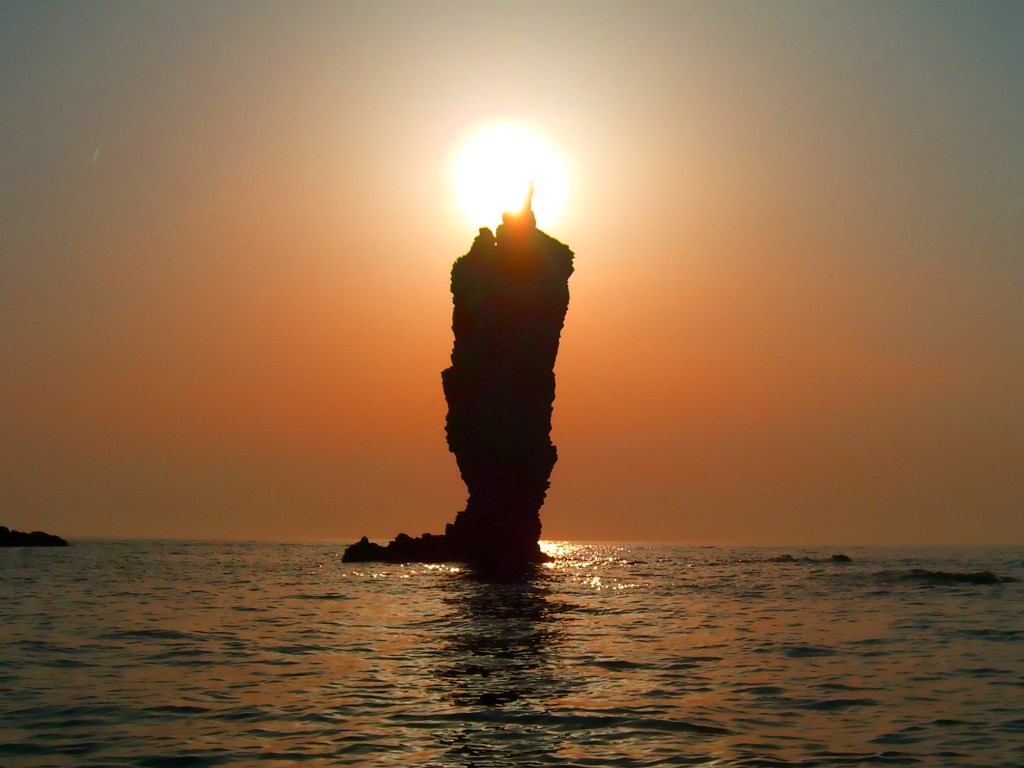
Rōsoku-jima (skała „Świeca”)
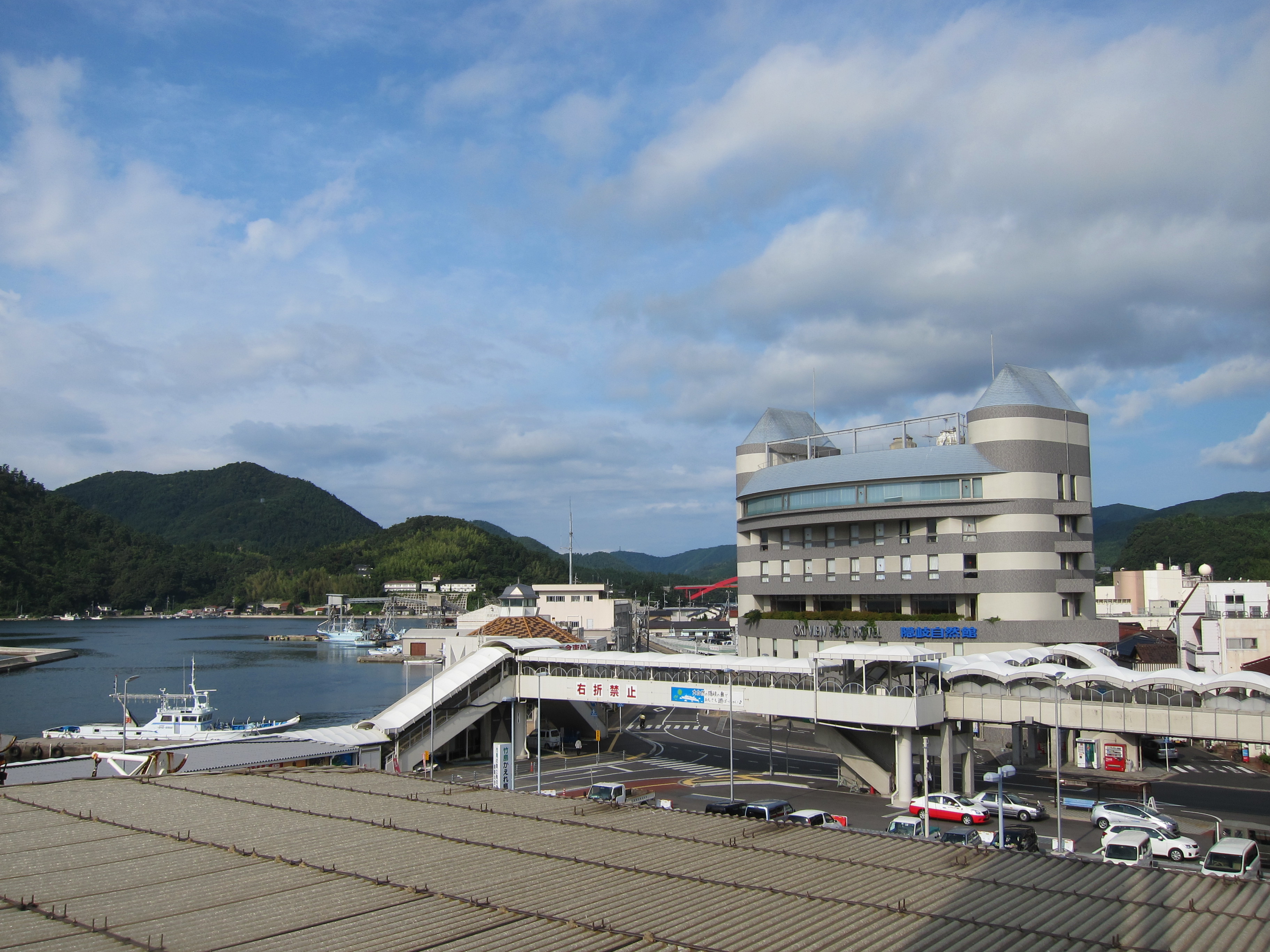
Okinoshima-chō, Oki View Port Hotel
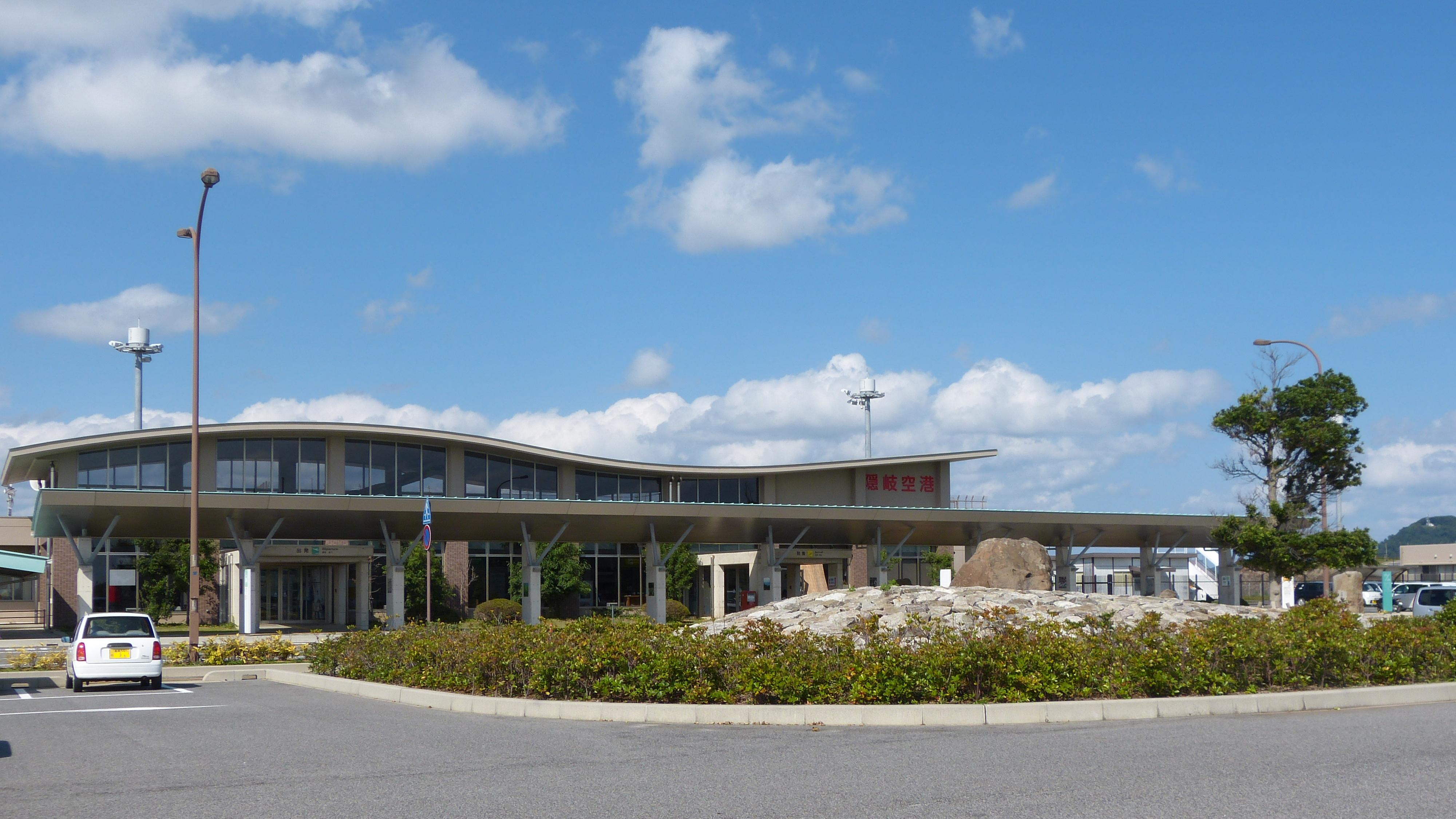
Okinoshima-chō, Lotnisko Oki